# Јапански серов
Јапански серов (лат. Capricornis crispus) је врста папкара из породице шупљорожаца (Bovidae). Ареал јапанског серова ограничен је на Јапан.

## Станиште
Станишта врсте су шуме и планине.

## Угроженост
Јапански серов је наведен као најмање угрожен, јер има широко распрострањење и честа је врста.